# Imu

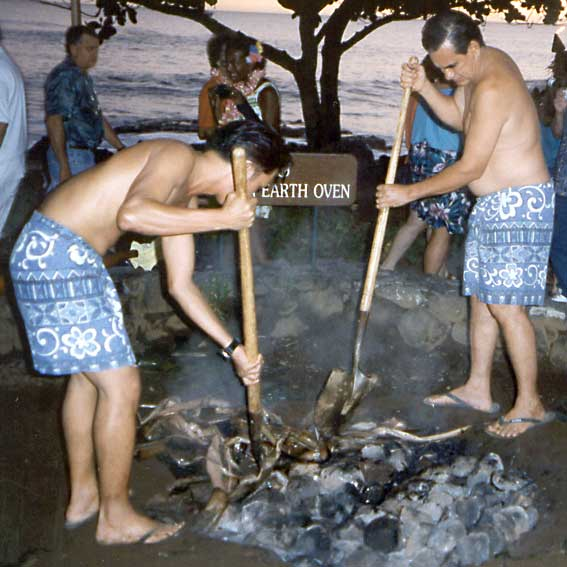
In dem Erdofen (Imu) wird meist das puaʻa kālua gegart

Imu ist die hawaiische Bezeichnung für einen Erdofen oder die darin gegarten Lebensmittel. Diese Methode der Zubereitung wird als kālua bezeichnet, wovon zum Beispiel die Bezeichnung kālua pig oder puaʻa kālua für das auf diese Art gegarte Schwein abgeleitet wird.
Dazu wird eine Vertiefung in der Erde mit heißen Steinen ausgelegt. Das Schwein wird in Bananen- und Ti-Blättern eingewickelt, auf die Steine gelegt und mit Erde zugedeckt. Über einen Zeitraum von etwa 9 Stunden wird das Schwein im Imu gebacken. Auch Laulau, eine in Ti-Blättern eingewickelte Mischung aus Rind, Schwein, Huhn oder Fisch mit Tarospitzen, wird im Imu gebacken.
Diese Zeremonie ist meist Mittelpunkt des Lūʻau.